# Calahan Skogman
Pour les articles homonymes, voir Skogman.
 (avril 2024).
La mise en forme du texte ne suit pas les recommandations de Wikipédia : il faut le « wikifier ».
Les points d'amélioration suivants sont les cas les plus fréquents. Le détail des points à revoir est peut-être précisé sur la page de discussion.
- Les titres sont pré-formatés par le logiciel. Ils ne sont ni en capitales, ni en gras.
- Le texte ne doit pas être écrit en capitales (les noms de famille non plus), ni en gras, ni en italique, ni en « petit »…
- Le gras n'est utilisé que pour surligner le titre de l'article dans l'introduction, une seule fois.
- L'italique est rarement utilisé : mots en langue étrangère, titres d'œuvres, noms de bateaux, etc.
- Les citations ne sont pas en italique mais en corps de texte normal. Elles sont entourées par des guillemets français : « et ».
- Les listes à puces sont à éviter, des paragraphes rédigés étant largement préférés. Les tableaux sont à réserver à la présentation de données structurées (résultats, etc.).
- Les appels de note de bas de page (petits chiffres en exposant, introduits par l'outil «  Source ») sont à placer entre la fin de phrase et le point final[comme ça].
- Les liens internes (vers d'autres articles de Wikipédia) sont à choisir avec parcimonie. Créez des liens vers des articles approfondissant le sujet. Les termes génériques sans rapport avec le sujet sont à éviter, ainsi que les répétitions de liens vers un même terme.
- Les liens externes sont à placer uniquement dans une section « Liens externes », à la fin de l'article. Ces liens sont à choisir avec parcimonie suivant les règles définies. Si un lien sert de source à l'article, son insertion dans le texte est à faire par les notes de bas de page.
- La présentation des références doit suivre les conventions bibliographiques. Il est recommandé d'utiliser les modèles {{Ouvrage}}, {{Chapitre}}, {{Article}}, {{Lien web}} et/ou {{Bibliographie}}. Le mode d'édition visuel peut mettre en forme automatiquement les références.
- Insérer une infobox (cadre d'informations à droite) n'est pas obligatoire pour parachever la mise en page.

Pour une aide détaillée, merci de consulter Aide:Wikification.
Si vous pensez que ces points ont été résolus, vous pouvez retirer ce bandeau et améliorer la mise en forme d'un autre article.
Calahan Wade Skogman (né le 12 mai 1993) est un acteur américain et ancien joueur de basket-ball et de football universitaire. Il est rendu célèbre grâce à son rôle de Matthias Helvar dans la série Netflix Shadow and Bone (2021-2023).

## Biographie
Skogman est né à Green Bay des parents Wade et Stefani, et a déménagé à Seymour, Wisconsin lorsqu'il était enfant. Il est d'origine suédoise, anglaise et allemande du côté de son père et italienne et hongroise du côté de sa mère. Il a un frère cadet, Clayton. Son grand-oncle est l'artiste Steven Kemenyffy, né à Budapest.
Ayant joué au basket-ball « depuis que je sais marcher », Skogman a remporté quatre titres de basket-ball et de football à la Seymour Community High School et a été recruté dans l'équipe All-State de la Wisconsin Basketball Coaches Association en tant que junior et senior. Il avait l'ambition de rejoindre la NBA. Au cours de sa dernière année de lycée, Skogman a été accepté très tôt à l'Université du Minnesota Duluth,. Il a étudié l'histoire et a joué au basket-ball et au football de la division II de la NCAA, obtenant une lettre dans les deux sports.
Après sa première année, Skogman a été transféré à l'Université du Wisconsin – La Crosse où il a remporté le titre de première équipe All-WIAC. Il a commencé ses études en radiodiffusion et a animé une émission de radio sportive CWSports : The Handle sur la station universitaire RAQ Radio. Cependant, il a décroché le rôle principal dans une production de The Metal Heart, s'est mis au théâtre et a finalement décidé de se spécialiser dans la performance théâtrale, obtenant son diplôme en 2015,.
Il a déménagé à Los Angeles et a obtenu une maîtrise en beaux-arts en théâtre de l'USC School of Dramatic Arts en 2019,.

## Carrière
En décembre 2019, il a été annoncé que Skogman jouerait Matthias Helvar dans la série Netflix de 2021 Shadow and Bone, une adaptation de la série de livres fantastiques La trilogie Grisha et la duologie Six of Crows de Leigh Bardugo,. Personnage récurrent dans la saison 1, Skogman a été promu série régulière pour la saison 2. La série a été annulée par Netflix par la suite, mais les fans font actuellement campagne pour la récupérer, atteignant plus de 200 000 signatures demandant de la sauver.
Le 15 juin 2023, Calahan annonce sur son instagram son début en tant qu'écrivain. Sa nouvelle Blue Graffiti sera publié le 13 août 2024.

## Filmographie

### Télévision

#### Séries télévisées
- 2021 - 2023 : Shadow and Bone : La Saga Grisha : Matthias Helvar.

### Cinéma

#### Courts-Métrages
- 2017 : G.I. Jose : Agent Mills
- 2018 : Smile : Ron
- 2019 : Blood Puppet! Christmas '94 : George
- 2020 :  Catch : Frank

## Voix françaises
- Julien Allouf dans Shadow and Bone : La Saga Grisha.